# Procura +
 (novembre 2023).
Procura + est une campagne soutenue [Quand ?] par l’Union européenne et le Conseil international pour les initiatives écologiques locales (ICLEI) pour encourager l'achat public éthique et responsable de la part des collectivités territoriales et des établissements publics afin qu’elles deviennent vitrines et modèles en la matière, en développant des solutions efficaces pour minimiser de l’amont à l’aval, les impacts environnementaux des achats publics et accroître les bénéfices sociaux qu'ils peuvent permettre.
La démarche se base sur le débat aux échelles local, nationales et européennes en faveur du développement de l’achat responsable dans une approche de bonne gouvernance, sur les premiers retours d'expérience (c'est une des suites du projet de recherche RELIEF qui a quantifié les gains environnementaux et économiques permis par l'achat responsable des collectivités et propose une approche par étape pour quelques cibles prioritaires, reproductible à grande échelle et pour d'autres produits ensuite).
La campagne priorise d'abord et au minimum l’effort sur :
- L’utilisation d’énergies renouvelables, propres et sures pour produire l'électricité utilisée
- L’utilisation de matériel informatique et bureautiques basse consommation
- Des aliments bio pour les cantines, les hôpitaux et tous les services de restauration des collectivités
- Les bâtiments qui répondent au moins à des critères de régulation thermique et d'efficacité énergétique
- Les produits d'entretien non nuisant à la santé et à l'environnement
- Les transports publics de qualité, dont bus à faibles émissions.

Procura+ débute avec ces cibles, mais élargira la liste proposée.
La démarche participe d’un cercle vertueux d'amélioration continue (« Planifier, mettre en œuvre, évaluer, améliorer »), qui est compatible avec un Agenda 21 local ou une démarche de management environnemental en 6 étapes.
Dans certains cas les économies seront rapides, dans d’autres les coûts initiaux sont importants, mais seulement de 10 % au maximum selon les critères de Procura + (grâce aux achats groupés et en contrôlant les dépenses via la grille d'évaluation des achats), et ils devraient être rapidement amortis par les économies permises par la maîtrise de la demande et des flux de matières et d'énergie.

## Communication
Les collectivités participant à la Campagne pourront utiliser le label Procura+ et deux types de slogans
« La Collectivité X a rejoint Procura+ » qui indique l'engagement dans la Campagne ;
« La Collectivité X est agréée Procura+ » (lorsqu'elle a franchi toutes les étapes et a transmis ses résultats à ICLEI (et à Auxilia en France).